# شيرو هاماغوتشي
شيرو هاماغوتشي (浜口史郎 هاماغوتشي شيرو) هو ملحن ياباني ولد في 19 نوفمبر 1969 في فوكوكا، فوكوكا.

## أعماله في الأنمي

### مسلسلات أنمي تلفزيونية
- ون بيس (بالتعاون مع كوهيه تاناكا)
- روزاريو + فامباير (بالتعاون مع كوهيه تاناكا)
- روزاريو + فامباير CAPU2 (بالتعاون مع كوهيه تاناكا)
- إيرغايتز (بالتعاون مع أكيفومي تادا)
- كيدي غريد
- فاينل فانتسي: أنليميتد (بالتعاون مع أكيفومي تادا)
- الرمية الكبرى
- الرمية الكبرى: بطولة الصيف
- إيوول: أبسنت ويذاوت ليف
- جويلبيت
- جويلبيت توينكل
- جويلبيت سنشاين
- هاناساكو إيروها
- جيرلز أند بانتزر
- كارنفال (بالتعاون مع كيجي إيناي)
- مثيرو المشاكل يأتون من عالم آخر, أليس كذلك؟
- تاري تاري
- جاليلي دونا
- شيروباكو
- بلياديس نهاية اليوم الدراسي
- هاروتشيكا
- فيلق كوتوبوكي الجوي في البرية

### أوفا أنمي
- الرمية الكبرى: أساسيات الأساسيات

### أفلام أنمي
- ون بيس: مغامرة الطريق المسدود (بالتعاون مع كوهيه تاناكا)
- ون بيس: السيف المقدس الملعون (بالتعاون مع كوهيه تاناكا)
- ون بيس: أميرة الصحراء والقراصنة (بالتعاون مع كوهيه تاناكا, ياسونوري إيواساكي, كازوهيكو ساواغوتشي ومينورو ماروو)
- ون بيس: معجزة الساكورا في الشتاء (بالتعاون مع كوهيه تاناكا)
- ون بيس: سترونغ وورلد (بالتعاون مع كوهيه تاناكا)
- ون بيس Z (بالتعاون مع كوهيه تاناكا)
- ذكريات طيار
- تماغوتشي: أسعد قصة في الكون

## وصلات خارجية
- شيرو هاماغوتشي على موقع IMDb (الإنجليزية)
- شيرو هاماغوتشي على موقع ميوزك برينز (الإنجليزية)
- شيرو هاماغوتشي على موقع أول ميوزيك (الإنجليزية)
- شيرو هاماغوتشي على موقع ديسكوغز (الإنجليزية)
- شيرو هاماغوتشي على موقع كينوبويسك (الروسية)